# Mbrostar Ura
Mbrostar Ura là một xã trong quận Fier thuộc hạt Fier, Albania. Dân số năm 2005 là 8520 người.